# 石一宸
石一宸（1914年—2004年），男，山东临淄人，中华人民共和国军事人物，中国人民解放军少将，第四届全国人大代表。